# Гельфонд, Александр Осипович
Алекса́ндр О́сипович Ге́льфонд (11 (24) октября 1906, Санкт-Петербург — 7 ноября 1968, Москва) — советский математик, член-корреспондент АН СССР. Известен своими работами по теории чисел, а также решением седьмой проблемы Гильберта. Работал в МГУ (1931—1968). Математическом институте АН СССР (1933—1968) и МВТУ им. Н.Э. Баумана.

## Биография
Александр Гельфонд родился 24 октября 1906 года в Санкт-Петербурге в семье врача и публициста Иосифа Исааковича Гельфонда. Отец, член Петербургского литературного общества, в 1908 году принял участие в коллективном сборнике «Очерки по философии марксизма» и подвергался критике В. И. Лениным в работе «Материализм и эмпириокритицизм». Семья жила на Большом проспекте (Петроградская сторона), дом № 28.
В 1924 году поступил на физико-математический факультет Московского университета, который закончил в 1927 году. Под руководством А. Я. Хинчина и В. В. Степанова продолжил обучение в аспирантуре, которую закончил в 1930 году. В 1929—1930 годах преподавал в МВТУ им. Н.Э. Баумана, а с 1931 года там же заведовал кафедрой высшей математики. Будучи аспирантом, опубликовал в 1929 году частичное решение седьмой проблемы Гильберта.
В 1931 году начал работать на физико-механическом факультете МГУ (после реорганизации структуры МГУ в апреле 1933 года — на механико-математическом факультете МГУ). С 1933 года Гельфонд работал также в Физико-математическом институте, затем — отделе теории чисел Математического института им. В. А. Стеклова АН СССР (один из первых сотрудников). В этих двух организациях он продолжал свою работу до конца своей жизни.
В 1934 году А. О. Гельфонд получил полное решение седьмой проблемы Гильберта: он доказал, что число вида {\displaystyle \alpha ^{\beta },} где {\displaystyle \alpha } — алгебраическое число, отличное от {\displaystyle 0} и {\displaystyle 1,} а {\displaystyle \beta } — иррациональное алгебраическое число, всегда является трансцендентным. В 1935 году ему была присвоена степень доктора физико-математических наук, а в 1939 году он был избран членом-корреспондентом Академии наук СССР. На мехмате МГУ А. О. Гельфонд читал лекции по теории чисел и теории функций комплексного переменного.
В 1938 году кафедра анализа и теории функций мехмата МГУ была разделена на кафедру теории функций и кафедру математического анализа, заведующим которой стал А. О. Гельфонд, возглавлявший её до 1943 года. С 1948 года до конца своей жизни Гельфонд был заведующим кафедрой теории чисел мехмата МГУ.
Во время Великой Отечественной войны Гельфонд был привлечён к работам в области криптографии при Главном Штабе Военно-Морского Флота.
Урна с прахом захоронена в колумбарии Новодевичьего кладбища.

## Научная деятельность
Научные труды А. О. Гельфонда посвящены теории чисел и теории функций комплексного переменного. В области теории чисел он, помимо решения седьмой проблемы Гильберта (1934), доказал трансцендентность логарифмов алгебраических чисел при алгебраическом основании (1946), исследовал взаимную трансцендентность чисел и общие вопросы диофантовых приближений (1949). В области теории функций комплексного переменного он изучал проблемы полноты систем функций и вопросы интерполяции в комплексной области.
В 1940 году А. О. Гельфонд перенёс свои исследования по количественным оценкам, связанным с трансцендентными числами, на p-адические поля. В 1948 году он доказал теорему о приближении алгебраических чисел алгебраическими числами и её p-адический аналог.
А. О. Гельфонд интересовался также историей и методологией математики. Ему принадлежат исследования о работах Л. Эйлера по теории чисел и анализу, ряд статей по истории трансцендентных чисел, по истории отдельных вопросов теории чисел и теории функций. 
Среди учеников А. О. Гельфонда — более 10 докторов наук и 30 кандидатов наук.

## Награды
- орден Ленина (1953)
- три ордена Трудового Красного Знамени (11.06.1945; 1945; 1966)
- медали

## Сочинения
А. О. Гельфонд опубликовал множество работ по теории чисел и теории функций комплексного переменного, по проблемам единственности, полноты систем функций, интерполяции в комплексной области, по арифметическим свойствам функций. Наиболее крупные из них:
- «Трансцендентные и алгебраические числа» (М., 1952)
- «Элементарные методы в аналитической теории чисел» (М., 1962, в соавторстве с Юрием Линником)
- «Вычеты и их приложения» (М., 1966)
- «Исчисление конечных разностей» (М., 1967).

В 1973 году под редакцией академика Линника вышли «Избранные труды» Гельфонда.